# イヴァイロ (ブルガリア皇帝)
イヴァイロ（ブルガリア語: Ивайло、? - 1280年もしくは1281年）は、第二次ブルガリア帝国の皇帝（ツァール、在位：1278年 - 1279年）。ブルガリア語で「ラディッシュ」「レタス」を意味する「バルドコヴァ」（Bardokva）、ギリシア語で「キャベツ」を意味する「ラカナス」（Lakhanas）の渾名で呼ばれる。
1277年に農民反乱を起こし、ブルガリアの貴族たちに皇帝への登位を認めさせた。東ローマ帝国とモンゴル国家であるジョチ・ウルスとの戦争に勝利し、数年の間帝位を保った。しかし、外国の反撃と貴族の反発に遭って失脚し、ジョチ・ウルスに追放され、暗殺された。

## 生涯

### 「神のお告げ」による蜂起
1270年代のブルガリアでは民衆の間で皇帝の権威は失墜しており、またブルガリア北部では長期に渡ってジョチ・ウルスによる収奪が繰り返されていた。
イヴァイロは元々貧しい農民であり、雇われの豚飼いをして生計を立てていた。やがて彼は自身が貧困と外敵の侵攻に晒されていたブルガリアを救う任務を神から与えられたと自称するようになる。仲間の豚飼いや農民たちに困苦からの脱出を説いて回り、1277年に義勇軍を率いてモンゴル軍に対して数度の勝利を収め、モンゴルの勢力をドナウ川北方に押し出した。モンゴルに対しての勝利をきっかけに皇帝の政治に不満を持っていた人間がイヴァイロの周りに集まり、皇帝と貴族に反乱を起こしてタルノヴォに進軍した。
ブルガリア皇帝コンスタンティン・ティフはイヴァイロの討伐に向かうが敗北し、イヴァイロはコンスタンティンを捕らえて「生け贄の動物のように」処刑した。コンスタンティン・ティフが率いていた皇帝軍と一部の貴族もイヴァイロの反乱軍に加わるが、反乱は広範囲に拡大するが抵抗を続ける者もおり、首都のタルノヴォはコンスタンティンの未亡人マリア・パレオロゴス・カンタクゼノス（en:Maria Palaiologina Kantakouzene）とその子ミハイル（en:Michael Asen II of Bulgaria）の支配下で独立を保っていた。
しかし、イヴァイロの成功は東ローマ皇帝ミカエル8世に不安を抱かせる。当初ミカエル8世はイヴァイロの反乱を貴族間の争いと考えてイヴァイロに接近しようとし、自分の娘を嫁がせて婚姻関係を結ぼうとした。しかし、反乱が反封建的な性質のものであると知ったミカエル8世は計画を変更し、東ローマの宮廷に滞在していたブルガリアの王族イヴァン・アセン3世に娘のイリニを嫁がせた。彼を帝位に就けるために軍隊を付けてブルガリアに送り返し、イヴァン・アセン3世を通してブルガリアを服属させようとする。

### 皇帝即位後
イヴァン・アセン3世を擁する東ローマ軍の侵攻を知ったイヴァイロとマリアは和解し、結婚した。幼年のミハイルを廃嫡せず帝位の継承権を保障することを条件に、1278年にイヴァイロはブルガリアの帝位に就いた。しかし、貴族たちの反対に遭って社会制度を改革することはできなかった。
それでもイヴァイロはイヴァン・アセン3世を擁立する南方からの東ローマ軍への迎撃を指揮し、北方から侵入するモンゴル軍の撃退にも成功する。1279年、イヴァイロはドナウ川沿岸部のドルスタル（現在のシリストラ）の要塞でモンゴルの大軍に3か月の間包囲を受けた。イヴァイロがタルノヴォを留守にしている間に彼が戦死した噂が流れ、ゲオルギ・テルテルを中心としたタルノヴォの貴族たちはイヴァン・アセン3世を新たな皇帝に擁立する。マリアとミハイルは東ローマに追放され、代わってイヴァン・アセン3世がタルノヴォに入城した。
翌1279年にイヴァイロは軍隊を率いてタルノヴォに戻るが、タルノヴォの守備隊の武装を解除することはできなかった。それでもなお、イヴァイロはデヴニャの戦いで東ローマの大軍に勝利する。
1280年にイヴァン・アセン3世が反乱の鎮圧を諦めてタルノヴォから脱出した後、イヴァン・アセン3世の義兄弟であるゲオルギ・テルテルが皇帝に即位する。新たに出現したライバルであるゲオルギ1世はイヴァイロと敵対する貴族と連合し、イヴァイロは徐々に支持者を失っていく。疲弊した農民兵はイヴァイロの元を離れていき、武装も貧弱であったためにイヴァイロはゲオルギ・テルテルに敗北した。
1280年（あるいは1281年）、イヴァイロは帝位の奪還のため、従属と引き換えに援助を得るためにノガイの元に向かうが、イヴァン・アセン3世もノガイに援助を求めようとしていた。結局、ノガイは義兄弟であるイヴァン・アセン3世（両者はミカエル8世の娘と結婚していた）の求めに応じ、宴席の座でイヴァイロを殺害した。

## 死後
イヴァイロの死後も民衆は彼の名前を忘れられなかった。オスマン帝国がバルカン半島に侵入した時代、コンスタンティノープルにイヴァイロを名乗る者が現れ、農民をオスマンとの戦いに駆り立てようとしたが、東ローマ皇帝によって投獄された。

## 家族
イヴァイロはマリア・パレオロギナ・カンタクゼネとの間に1人の娘をもうけた。娘の名前は不詳である。